# Villa Aldini
La villa Aldini est une villa historique de style néoclassique qui domine la vue sur Bologne depuis les collines surplombant le centre-ville.

## Histoire et description
La villa a été construite par l'avocat Antonio Aldini, ministre plénipotentiaire de Napoléon, à partir de 1811, sur un projet de Giuseppe Nadi. On dit que Napoléon, en 1805, monta sur la colline et s'exclama : 

« Ça c'est superbe ! »

— Citation de Napoléon.
Cette exclamation aurait convaincu Antonio Aldini d'ériger la villa, dont la construction fut cependant interrompue en 1816.
À l'arrière du bâtiment se trouvent les vestiges de l'église romane de la Madonna del Monte, appelée La Rotonda, construite au XIIe siècle. L'église circulaire servait de salle de réception ou de salle à manger à l'intérieur de la villa.
Le tympan extérieur comprend des décorations de Giacomo De Maria, représentant l'Olympe. À l'intérieur se trouvent des salles néo-classiques peintes à fresque par Felice Giani.
Achetée aux enchères en 1832 par un particulier, qui entreprit sa démolition à des fins spéculatives, elle fut sauvée à la fin de cette décennie grâce à son acquisition par un comité municipal vers 1842. L'architecte bolonais Antonio Serra supervisa sa transformation singulière en un lieu de culte .

## La villa Aldini au cinéma
Pier Paolo Pasolini, né à Bologne, a tourné quelques scènes de Salò ou les 120 Journées de Sodome dans la cour d'honneur de la Villa.